# Grifón azul de Gascuña
El Grifón azul de Gascuña (Griffon Bleu de Gascogne, FCI No.32) es una raza de perro de tipo sabueso originaria de la región francesa de Gascuña.
Se trata de un perro de caza versátil, para caza menor y mayor, en jaurías o de forma individual. Tiene un pelaje moteado y áspero.

## Apariencia
Este grifón azul tiene un tamaño medio (50 a 57 cm) hasta la cruz, con un manto áspero que lo caracteriza (como grifón que es) de color moteado azulado, orejas caídas menos largas que otros perros de caza y una cola hacia arriba y ligeramente curvada.
El color del manto del Grifón azul de Gascuña es el mismo que el del gran sabueso azul de Gascuña, blanco moteado con negro, que le da una apariencia azulada. Tiene manchas negras en cada lado de la cabeza con un área blanca en la parte superior y, en ella, un pequeño óvalo negro. Tiene marcas marrones claras similares a las ojeras en cada ojo, lo que le da un efecto “cuatro ojos”, y del mismo color en las mejillas, dentro de las orejas, en las patas y bajo la cola. La textura de su manto será dura y ruda, algo más corta en la cabeza que en el resto del cuerpo.
Faltas en su estándar son desviaciones en esta apariencia o temperamento, que tendrán efectos sobre la salud y habilidades del perro, así como la ausencia de colores esperados, estructura o talla que indiquen que no es de pura raza.

## Historia
El Griffon Bleu de Gascogne desciende de cruce de razas entre el Bleu de Gascogne y el Griffon Nervais y, posiblemente también con el Gran grifón vandeano. Esta raza ha venido declinando durante muchos años, pero últimamente experimenta un cierto renacimiento.
La raza tiene una buena nariz y una buena voz y es muy bueno y está muy alerta como perro de todo tipo de caza. Se han exportado ejemplares de esta raza por todo el mundo promocionándolo como una raza poco frecuente en algunos países.